# ジョン・シュルツ (映画監督)
ジョン・シュルツ（John Schultz）は、アメリカ合衆国の映画監督。ノースカロライナ州ローリー出身。

## 作品
- クリスマス・プリンス: ロイヤルベイビー A Christmas Prince: The Royal Baby (2019)
- クリスマス・プリンス: ロイヤル・ウェディング A Christmas Prince: The Royal Wedding (2018)
- ジュディの夏休み大作戦
- 屋根裏のエイリアン
- ビッグ・トラブル in NY
- ロスト・キッズ
- ニコルに夢中
- バンドワゴン
- メイキング・オブ・ジュラシック・パーク